# ジャガト・シング (メーワール王)
ジャガト・シング（Jagat Singh, 1607年 - 1652年4月10日）は、北インドのラージャスターン地方、メーワール王国の君主（在位：1628年 - 1652年）。

## 生涯
1607年、メーワール王国の君主カラン・シング2世の息子として、ウダイプルで誕生した。
1628年3月、父王カラン・シング2世が死亡したことにより、王位を継承した。
1652年4月10日、ジャガト・シングはウダイプルで死亡し、息子のラージ・シングが王位を継承した。